# Hannes Namberger
Hannes Namberger (* 16. Mai 1989) ist ein deutscher Trail- und Ultraläufer, und ehemaliger Skirennläufer.

## Leben
Hannes Namberger war ursprünglich – ebenso wie sein Vater Peter Namberger – Skirennläufer. Er war Mitglied des B-Kaders im DSV und 2009 deutscher Jugend-Vizemeister im Slalom. 2011 beendete er leistungs- und verletzungsbedingt seine Ski-Karriere. Namberger ist seit 2013 staatlich geprüfter Skilehrer und seit 2016 Mitglied im Ausbilderteam des DSLV.
2015 begann er mit dem Traillaufen und startete beim Karwendelmarsch über 52 km, wo er den 5. Platz belegte. Namberger ist Mitglied des Dynafit-Athletenteams.
Er startete bei den Berg- und Traillauf-Weltmeisterschaften 2023 in Innsbruck-Stubai über den Trail Long und erreichte den 14. Platz.
Seit 2005 arbeitet Namberger bei der Bundespolizei, bis 2011 war er als Skirennläufer in der Spitzensportförderung an der Bundespolizeisportschule Bad Endorf. Er ist verheiratet und lebt in Ruhpolding.

## Sportliche Erfolge (Auswahl)
- 2017:
  - 1. Platz, Zugspitz Ultratrail: Supertrail, 68 km
  - 1. Platz, Pitz Alpine Glacier Trail: P42 Glacier
  - 4. Platz, Transalpine-Run
- 2018:
  - 1. Platz, Transalpine-Run
  - 1. Platz, Großglockner Ultra-Trail: Osttirol Trail, 75 km
  - 8. Platz, Transvulcania: Ultramarathon
- 2019:
  - 10. Platz, Transvulcania: Ultramarathon[7]
- 2020:
  - 1. Platz, Pitz Alpine Glacier Trail: 105 km
  - FKT, neuer Rekord Watzmannüberschreitung[8] (wurde drei Tage später wieder vom bisherigen Rekordinhaber Toni Palzer unterboten)[9]
- 2021:
  - 6. Platz, Ultra-Trail du Mont-Blanc, 172 km / UTMB
  - 1. Platz, Madeira Island Ultra-Trail: MIUT 115
  - 1. Platz, Lavaredo Ultra Trail, 121 km (neuer Streckenrekord)
- 2022:
  - 1. Platz, Penyagolosa Trails, 106 km
  - 1. Platz, Tour de Tirol: Pölventrail
  - 1. Platz, Ultra-Trail Cape Town, 100 km
- 2023:
  - 14. Platz, Berg- und Traillauf-Weltmeisterschaften 2023, Trail Long
  - 1. Platz, Eiger Ultra Trail (101 km)
  - 8. Platz, Ultra-Trail du Mont-Blanc, 172 km / UTMB
- 2024:
  - 1. Platz, Lavaredo Ultra Trail, 121 km
  - 4. Platz, Ultra-Trail du Mont-Blanc, 172 km / UTMB
- 2025:
  - 14. Platz, Western States Endurance Run, 100 Meilen (160,934 km)